# مطير الزهراني
مطير علي الزهراني (مواليد 21 أكتوبر 1994) هو لاعب كرة قدم سعودي يلعب حاليًا في نادي الزلفي السعودي.

## مسيرة اللاعب
لعب سابقاً في نادي العين والتعاون ونادي أبها ونادي هجر ونادي الزلفي.